# Голден (Колорадо)
Голден (енгл. Golden) град је у америчкој савезној држави Колорадо.

## Демографија
По попису из 2010. године број становника је 18.867, што је 1.708 (10,0%) становника више него 2000. године.
| Група             | 2000.          | 2010.          |
| Белци             | 14.922 (87,0%) | 15.924 (84,4%) |
| Афроамериканци    | 176 (1,0%)     | 233 (1,2%)     |
| Азијати           | 513 (3,0%)     | 717 (3,8%)     |
| Хиспаноамериканци | 1.130 (6,6%)   | 1.553 (8,2%)   |
| Укупно            | 17.159         | 18.867         |